# Marc Arnold
Marc Arnold (Johannesburg, Dél-afrikai Köztársaság, 1970. szeptember 19. –) német-dél-afrikai labdarúgó-középpályás. Egész profi pályafutását Németországban töltötte. Játékos-pályafutása befejezése után a Hessen Kassel (2007–2008) és az Eintracht Braunschweig (2008–) sportigazgatója.